# Drypetes bawanii
Drypetes bawanii là một loài thực vật có hoa trong họ Putranjivaceae. Loài này được (Merr.) Airy Shaw mô tả khoa học đầu tiên năm 1983.